# Bart the Cool Kid
«Bart the Cool Kid» (с англ. — «Барт — крутой парень») — пятнадцатая серия тридцать третьего сезона мультсериала «Симпсоны». Впервые вышла 20 марта  2022 года в США на телеканале «Fox».

## Сюжет
В Спрингфилдской начальной школе всё внимание приковано к Ральфу Виггаму. Он обут в новые кроссовки бренда «Slipreme» под названием . Барт не понимает, что в них такого, но Милхаус рассказывает, что это кроссовки известного бренда, принадлежащего известному тик-токеру и инфлюэнсеру Ориону Хьюзу, сыну мировой звезды Дариуса Хьюза. Орион объявляет в TikTok-е, что он выпускает сиквел «Caliphates» — «Caliphates 2». Дома Барт просит родителей купить ему новую обувь, и в конце концов, они соглашаются.
Гомер идёт вместе с Лизой к магазину, но к нему уже выстроилась длинная очередь. Лиза отходит в соседний магазин, а Гомер остаётся ждать...
На следующее утро Гомер будит Барта, и представляет ему его новые кроссовки. В школе Барт мгновенно становится популярным, но когда мальчик пытается прокатиться на скейтборде, кроссовки внезапно рассыпаются в полёте. Оказывается, что они сделаны из использованных пластырей и северокорейских газет.
Барт пишет Гомеру смс-ку о инциденте и о своем намерении вернуть обувь. Однако Гомер спешит в магазин, чтобы Барт не узнал, что случилось на самом деле:, чтобы не стоять в очереди, он купил сыну поддельные ботинки у Майка Вегмена, открывшего новый бизнес по продаже поддельных вещей, после того, как его авто-кухню скинули с моста, а вместо этого Гомер пошёл стоять в очереди за новым сэндвичем Красти. Барт заходит в магазин с включённой камерой и пытается вернуть деньги за кроссовки, но ему заявляют, что у него подделка, после чего все начинают тоже его снимать. Гомер прибегает в магазин и пытается увести Брата, говоря, что это всё сон, но он вырывается и винит Гомера в том, что он его опозорил. Барт уходит, но при попытке остановить его, Гомер случайно срывает с него шорты. Все снимают это и выкладывают в Интернет.
Дома Лиза стебается на Бартом, а Гомер пытается извиниться перед сыном, но тот говорит, что Гомер — самый не крутой человек на свете, и никогда таковым не был. Вдруг в дом Симпсонов приходит Орион Хьюз, чтобы принести извинения за то, что его сотрудники унизили Барта, и дарит семье совершенно новые и оригинальные продукты «Slipreme».
Барт приглашает его прокатиться на новеньких скейтах вместе, но оказывается, что Орион не умеет на них кататься. Поэтому Барт начинает учить его кататься на скейте.
Гомер, запачкавшись тако решает пойти в таверну Мо и надевает кое-что из новой крутой одежды, подаренной Орионом. Майк Вегмен, проходящий рядом замечает это и размещает фото Гомера в «Instasnap», и людям нравится одежда Гомер. Гомер понимает, что в ней он — крутой. В таверне Мо Гомер приносит новую одежду, чтобы его друзья Карл, Ленни, Барни и Мо тоже надели что-нибудь крутое. Он решает распространить эту моду на других средневозрастных мужчин.
Барт и Орион начинают тусоваться вместе. Орион предлагает Барту создать с ним новые кроссовки. В доме на дереве мальчики разрабатывают новые кроссовки, для которых Барт становится прототипом — «Bartman 1».
Барт и Орион при организации релиза их новых кроссовок замечают, что бренд распространился на некрутых людей — мужчин среднего возраста. Орион боится, что его компания может обанкротиться. От Кирка Ван Хутена Барт узнаёт, что виновник всего этого — Гомер. Барт приходит домой, чтобы остановить Гомера, но он ему сообщает, что все его друзья придут на релиз новой обуви…
На презентации Барт сообщает Ориону, что средневозрастные идут сюда. Орион начинает паниковать, но видеть своего отца, и делает вид, что всё нормально. Барт звонит единственному человеку, который может это остановить — Мардж. Мардж удается убедить Гомера снова быть, кем он является и вернуть всё как было. Гомер перенаправляет некрутых в «Музей истории авиации». После этого Барт и Гомер мирятся.
В сцене во время титров Орион просит прощения у своего отца Дариуса за то, что чуть не угробил свой бизнес. Дариус успокаивает сына, говоря, что знал, что он не провалится, потому что на самом деле Орион является его клоном, сделанным из его ДНК.

## Производство

Сцена с позором Барта

По словам шоуранера Мэтта Селмана, сцена позора Барта была «слишком затратной» в производстве. В сцене изображено 12 ракурсов сцены, каждый из которых отдельно анимировался.
Магазин «Dr. Pepper Salami Twister Slim Jim» сначала назывался «Taco Bell Sour Patch Gordita», но затем добавили целую сцену о тако с твёрдыми оболочками, поэтому название изменили.

## Культурные отсылки и интересные факты
- Хипстеровская улица в Спрингфилде основана на районе Ферфакс в Лос-Анджелесе[4].
- На башне компакт-дисков есть диски «Жургазма», группы, возглавляемой Гомером в серии «That ’90s Show»[5].
- Барт называет «Facebook» «газетой стариков»[6].
- Приложение «Instasnap», куда Майк Вегмен выложил Гомера, пародия на «Instagram».
- Окончание эпизода – отсылка к фильму «Гемини» 2019 года, в котором персонаж Уилла Смита боролся с младшим клоном самого себя. По словам Мэтта Селмана, конечный акт нарциссизма знаменитостей – это клонировать себя и воспитать «самого себя» как собственного ребенка[7].

## Отзывы
Во время премьеры серию просмотрели 1,04 млн человек с рейтингом 0.3, что сделало ее вторым самым популярным шоу на канале Fox той ночью, после «Гриффинов».
Тони Сокол из Den of Geek дал эпизоду 4 звезды из 5, скащав: «Как отмечает Лиза, крутость произвольна и постоянно меняется. Раньше Симпсоны были крутыми, но меняются неловкими скачками роста. Противостояние поколений заслуживает большего, чем речь Мардж и поездка в Музей авиации, но последний отрывок поднимает «Крутого Барта» на пол звезды. Это совершенно не соответствует действительности, как дополнительный поворот, так и как сама концепция. Это забавно, и связывает все детали вместе, как шнурки на действительно классных кроссовках».
Сайт «Bubbleblabber» оценил серию на 7/10.